# Panda-Z
Panda-Z (パンダーゼット THE ROBONIMATION?, Pandā Zetto Za Robonimēshon) è una serie animata giapponese, nata con l'intenzione di mostrare scene di vita quotidiana sotto il punto di vista dei robot. Caratteristica della serie è che nessun personaggio sia doppiato.

## Trama
La serie consiste in brevi episodi che narrano le avventure di Pan-Taron, un super-deformed panda robotico che pilota un robot chiamato Panda-Z. Egli ha diversi amici, tutti robotici e combatte il malvagio Skull Panda, comandante delle forze nemiche. Durante i combattimenti si assiste ad una specie di parodia dell'anime Mazinga Z.

## Personaggi
- Pan-Taron, il protagonista, che grazie a suo nonno è riuscito a guidare il robot da cui prende nome la serie.
- Rabina, una ragazza che sogna di diventare un'infermiera da grande, tutti hanno un grande affetto per lei.
- Eteckee, un ragazzo che mostra una grande abilità nello studio, ma spesso diventa timido, sogna di diventare un ricercatore nel laboratorio di Taron
- Dr. Panji, il nonno del protagonista, direttore del laboratorio di ricerca, con l'aiuto di suo figlio ha creato il robot Panda z.